# Amata mogadorensis
Amata mogadorensis är en fjärilsart som beskrevs av Blackb. Amata mogadorensis ingår i släktet Amata och familjen björnspinnare. Inga underarter finns listade i Catalogue of Life.